# 度会町立小川郷小学校
度会町立小川郷小学校（わたらいちょうりつ おがわごうしょうがっこう）は、かつて三重県度会郡度会町中之郷にあった公立小学校。旧校舎は「度会町ふるさと歴史館」として利用されている。

## 概要
- 閉校当時
  - 校地面積：13,328m2
  - 校舎：鉄筋2階建て、延べ面積 1,754m2
  - 運動場：面積 6,628m2
  - 体育館：面積 761m2

## 沿革
- 1875年（明治8年）3月 - 栗原村、奥河内村に寺院を仮校舎として学校を設立する。
- 1876年（明治9年）3月 - 川口村、中之郷村、日向村、駒ヶ野村に寺院を仮校舎として学校を設立する。
- 1882年（明治15年） - 5ヶ村の寺院および栗原村の民家の納屋を使用して2校に統合し、小川郷地区に全児童を収容する。
- 1885年（明治18年） - 2校を合併して中之郷村に中之郷小学簡易科授業所を新設する。
- 1892年（明治25年） - 小川尋常小学校と改称する。
- 1901年（明治34年） - 新校舎が竣工し、移転する。
- 1907年（明治40年）4月 - 高等科を併設し、小川尋常高等小学校と改称する。
- 1908年（明治41年）4月 - 義務教育年限延長により、尋常科を6ヵ年、高等科を2ヵ年とする。
- 1908年（明治41年） - 校舎1棟を増築する。
- 1916年（大正5年）4月 - 農業補習学校と裁縫学校を併設する。
- 1924年（大正13年）4月 - 裁縫学校を廃止し、農業補習学校女子部とする。
- 1926年（大正15年）7月 - 青年訓練所を併設する。
- 1935年（昭和10年）4月 - 青年学校令の施行に伴い、農業補習学校と青年訓練所を統合し青年学校と改称、女子部を加えて小学校に併設する。
- 1940年（昭和15年）5月 - 新築校舎が落成する。5月26日を創立記念日とする。
- 1941年（昭和16年）4月 - 国民学校令の施行に伴い、小川郷村国民学校と改称する。
- 1947年（昭和22年）4月 - 学校教育法の施行に伴い、小川郷村立小川郷小学校と改称する。
- 1955年（昭和30年）4月 - 町村合併により、度会村が発足するのに伴い、度会村立小川郷小学校と改称する。
- 1968年（昭和43年）1月 - 度会町の町制施行に伴い、度会町立小川郷小学校と改称する。
- 1982年（昭和57年） - 鉄筋2階建ての校舎を建築する[2]。
- 1991年（平成3年） - 体育館を建設する[2]。
- 2008年（平成20年）3月31日 - 度会町内小学校の統合に伴い、閉校する[3]。（度会町立度会小学校へ統合する。）
- 2014年（平成26年）7月 - 旧校舎を利用して「度会町ふるさと歴史館」が開館する[1]。

## 周辺
- 度会町立中之郷保育所
- 小川郷神社
- 度会小川郷郵便局

## 交通アクセス
- 三重交通バス 伊勢市駅前から「道方」または「古和」または「中村」行きに乗車約33分、「中ノ郷」停留所下車